# Альварес, Вильма
Вильма Альварес Гонгора (исп. Vilma Álvarez Góngora; род. 10 апреля 1970, Баямо) — кубинская софтболистка, правый полевой игрок. Участница летних Олимпийских игр 2000 года, трёхкратный бронзовый призёр Панамериканских игр 1991, 1995 и 1999 годов, чемпионка Центральноамериканских и Карибских игр 1998 года, серебряный призёр Центральноамериканских и Карибских игр 2006 года.

## Биография
Вильма Альварес родилась 10 апреля 1970 года в кубинском городе Баямо.
Играла в софтбол за Гранму.
В составе женской сборной Кубы трижды выигрывала бронзовые медали Панамериканских игр: в 1991 году в Гаване, в 1995 году в Мар-дель-Плате, в 1999 году в Виннипеге.
В 1998 году завоевала золотую медаль Центральноамериканских и Карибских игр в Маракайбо, в 2006 году в Картахена-де-Индиасе — серебряную.
В 2000 году вошла в состав женской сборной Кубы по софтболу на летних Олимпийских играх в Сиднее, занявшей 7-е место. Играла на позиции правого полевого игрока, провела 7 матчей.